# Muraschi
Muraschi (russisch Мураши) ist eine Kleinstadt in der Oblast Kirow (Russland) mit 6750 Einwohnern (Stand 14. Oktober 2010).

## Geografie
Die Stadt liegt etwa 110 km nordwestlich der Oblasthauptstadt Kirow nahe der Quelle der Welikaja, eines linken Nebenflusses der Wjatka.
Muraschi ist Verwaltungszentrum des gleichnamigen Rajons.

## Geschichte
Muraschi entstand 1895 in der Nähe einer älteren Ansiedlung gleichen Namens als Stationssiedlung beim Bau der Eisenbahnstrecke Wjatka–Kotlas (eröffnet 1899) und erhielt 1944 Stadtrecht.

### Bevölkerungsentwicklung
| Jahr | Einwohner |
| ---- | --------- |
| 1939 | 7.538     |
| 1959 | 14.216    |
| 1970 | 12.700    |
| 1979 | 11.363    |
| 1989 | 10.059    |
| 2002 | 7.650     |
| 2010 | 6.750     |

Anmerkung: Volkszählungsdaten